# Bradina leucura
Bradina leucura là một loài bướm đêm trong họ Crambidae.